# Marina von Ditmar
Marina von Ditmar (verheiratete Dehnhardt) (* 30. Oktober 1914 in Sankt Petersburg, Russisches Kaiserreich; † 3. September 2014 in Bad Kissingen) war eine deutsch-baltische Theater- und Filmschauspielerin.

## Leben
Marina von Ditmar entstammte dem baltischen Adelsgeschlecht von Ditmar, welches der Estländischen und Livländischen Ritterschaft angehörte und ihren Stammsitz auf der Insel Ösel hatte. Ihre Eltern waren Georg von Ditmar (* 1889 in Peterhof, Russland), Marinekapitän und Helene Golovina (1894–1977).
Nach dem Schauspielunterricht bei den renommierten Lehrerinnen Lucie Höflich und Ilka Grüning begann sie ihre Schauspielkarriere zunächst am Theater. Nach kurzen Engagements am Schauspielhaus Bremen und dem Alten Theater Leipzig wurde sie 1937 von Eugen Klöpfer an die Volksbühne Berlin geholt, wo sie bis 1941 zum festen Ensemble gehörte.
1933 begann sie als 19-Jährige neben dem Theater bei der Deka-Film (später: UFA) ihre Karriere als Filmschauspielerin mit einer kleinen Rolle im Henny-Porten-Streifen Mutter und Kind und erhielt danach langsam größere Rollen in Filmen wie Die Czardasfürstin (1934) mit Hans Söhnker, Der eingebildete Kranke (1935) an der Seite von Fritz Odemar und Stadt Anatol (1936) mit Brigitte Horney. In der Bremer Zeitung war im August 1934 nach der Premiere des Films Die Czardasfürstin über sie zu lesen: „Sie trug den Löwenanteil des Szenenbeifalls. Marina von Ditmar, voller Kinoromantik mit einem gesegneten Mundwerk, anständig und offen.“
Durch weitere Rollen in zur Zeit des Nationalsozialismus bekannten Propagandafilmen, wie Legion Condor (1939) mit Paul Hartmann und Stukas (1941) mit Carl Raddatz wurde sie bekannt. Mit dem antisowjetischen Propagandafilm GPU (1942) mit Will Quadflieg als Liebespaar sowie vor allem als Sophie von Riedesel in Münchhausen (1943) an der Seite von Hans Albers schaffte die knapp 30-Jährige den Durchbruch und wurde zum beliebten Filmstar des Deutschen Reichs. Sie erhielt 1944 eine Tagesgage von 400 Reichsmark und wurde ähnlich entlohnt wie Liesl Karlstadt oder Lina Carstens, während die sehr populären Lil Dagover und Marianne Hoppe etwa 1.500 Reichsmark Tagesgage verdienten. Sie stand 1944 in der Gottbegnadeten-Liste des Reichsministeriums für Volksaufklärung und Propaganda.
Nach dem Zweiten Weltkrieg spielte von Ditmar nur noch in zwei Kinoproduktionen – 1950 mit Sybille Schmitz und Hans Nielsen in František Čáps Krimi Kronjuwelen und 1951 mit Ilse Werner und Paul Klinger in der Komödie Mutter sein dagegen sehr!. Danach beendete sie ihre Karriere und zog sich völlig ins Privatleben zurück.

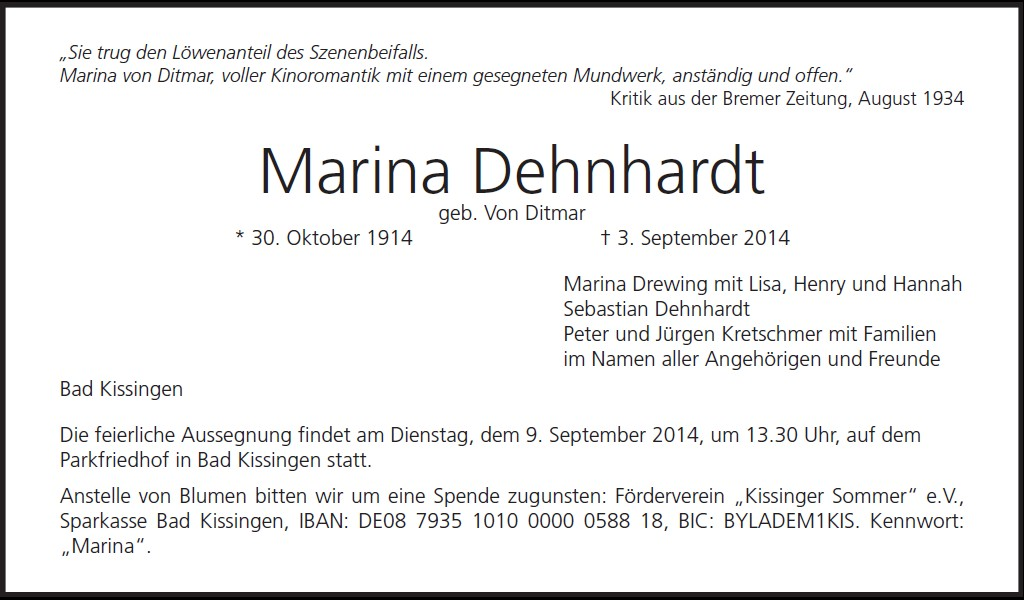
Todesanzeige

1949 heiratete sie den aus Breslau stammenden Mediziner Hans-Georg Dehnhardt (1913–2001), Chefarzt der „Rhön-Klinik“ und später Eigentümer des Privatsanatoriums „Kurländer Haus“ (Menzelstraße) in Bad Kissingen. Sein Sohn und ihr Stiefsohn ist der Dokumentarfilmer Sebastian Dehnhardt (* 1968 in Oshakati, Namibia).
Dank persönlicher Kontakte zur Politik, zum Adel und zur Welt von Film und Theater konnte das Ehepaar in den folgenden Jahrzehnten viele prominente Gäste in seinem Bad Kissinger Privatsanatorium empfangen – wie beispielsweise 1960 das thailändische Königspaar Bhumibol Adulyadej und Sirikit beim Besuch des Bundespräsidenten Heinrich Lübke und dessen Ehefrau Wilhelmine; Lübke war damals zur Kur in Dehnhardts Sanatorium. „Besonders eng war die Verbindung zu Mario Adorf und auch Uschi Glas zählte zu den Freunden der Familie“.
Von Ditmar lebte bis zu ihrem Tod in Bad Kissingen und wurde auf dem dortigen Parkfriedhof beigesetzt.

## Filmografie
- 1934: Mutter und Kind
- 1934: Die Czardasfürstin – Regie: Georg Jacoby
- 1934: Besuch im Karzer – Regie: Richard Schneider-Edenkoben (Kurzfilm)
- 1936: Stadt Anatol
- 1937: Vor Liebe wird gewarnt
- 1937: Die göttliche Jette
- 1937: Liebe kann lügen – Regie: Heinz Helbig
- 1937: Der andere Mann – Regie: Phil Jutzi (Kurzfilm)
- 1938: Liebelei und Liebe – Regie: Arthur Maria Rabenalt
- 1938: Pour le Mérite
- 1938/50: Preußische Liebesgeschichte
- 1939: Dein Leben gehört mir – Regie: Johannes Meyer
- 1939: Legion Condor
- 1939: Inspektor Warren wird bemüht – Regie: Georg Zoch
- 1940: Weltrekord im Seitensprung – Regie: Georg Zoch
- 1940: Angelika – Regie: Jürgen von Alten
- 1941: Über alles in der Welt
- 1941: Stukas
- 1942: GPU
- 1942: Der große Schatten
- 1942: Mit den Augen einer Frau – Regie: Karl Georg Külb
- 1943: Münchhausen
- 1943: Wenn der junge Wein blüht – Regie: Fritz Kirchhoff
- 1943: Die beiden Schwestern – Regie: Erich Waschneck
- 1944: Seine beste Rolle
- 1944: Komm zu mir zurück – Regie: Heinz Paul
- 1944/49: Ruf an das Gewissen
- 1950: Kronjuwelen
- 1951: Mutter sein dagegen sehr!